# Harold Arlen
Harold Arlen, nascut Hyman Arluck (Buffalo, Estats Units, 15 de febrer de 1905 - Nova York, 23 d'abril de 1986) fou un compositor estatunidenc de música popular i bandes sonores conegut per ser l’autor de la cançó Over the rainbow de la pel·lícula d'El mag d’Oz.
Hyman va entrar en contacte amb la música des de ben petit. El seu pare era cantor de la comunitat jueva de Buffalo i la seva mare el va apuntar a classes de piano als nou anys. Va rebre una formació clàssica, tot i que ell sentia molt més interès per la música moderna. Als dotze anys va compondre la seva primera obra popular, un ragtime titulat Indianola. Durant la seva joventut va submergir-se en el món del jazz, va començar a tocar en grups de la ciutat i a treballar com a pianista a les sales de cinema.
Al cap d’uns anys va traslladar-se a Nova York, on volia seguir la seva carrera com a intèrpret. Malgrat les seves intencions, des de bon principi ja va rebre nombroses ofertes laborals com a compositor. Va musicar cançons per a diversos artistes, va arranjar peces de vodevil i cabaret, fins a establir-se definitivament com a compositor del Cotton Club durant la dècada del 1930. Això va representar un punt d’inflexió en la seva carrera, i va començar a ser contractat com a compositor de bandes sonores a Hollywood i de musicals de Broadway.
Va escriure més de 400 cançons fins l’any 1976, entre les quals destaquen Over the Rainbow, premiada l'any 1939 amb l'Oscar a la millor cançó original i amb un total de vuit nominacions més, Get Happy, Stormy Weather, It's Only a Paper Moon, I've Got the World on a String i Last Night When We Were Young. 
La seva música estava basada en el jazz i el blues i va col·laborar amb diversos lletristes com ara EY Harburg, Johnny Mercer i Ira Gershwin.